# Dobříň
Dobříň je obec v okrese Litoměřice v Ústeckém kraji. Nachází se na levém břehu řeky Labe, zhruba tři kilometry severovýchodně od centra Roudnice nad Labem a sedm kilometrů jihozápadně od města Štětí. Žije v ní 547 obyvatel.

## Historie
Dobříň byla valnou většinou své historie malou vsí v mělkém údolí Dobříňského potoka (název pravděpodobně pochází ze staročeského jména debř, praslovansky dъbrь = zalesněné údolí). První písemná zmínka o vesnici je z roku 1295. Název vsi se v průběhu let mírně měnil (Dobřeň, Dobřín (mužský rod!), tvar Dobříň (ženský rod) se začal používat oficiálně až ve 20. století.
Obec příslušela k panství biskupského hradu v Roudnici nad Labem a poté více než 200 let roudnické větvi Lobkoviců (do zrušení patrimoniální správy v roce 1848). Větší rozvoj obec zaznamenala ve druhé polovině 19. století v souvislosti se stavbou železniční tratí Praha—Podmokly (1851) a industrializací Roudnice nad Labem.
V letech 2002 a 2013 zasáhly obec velké povodně.

## Přírodní poměry
Obec leží v širokém údolí Labe v místě, kde Labe teče ve velkém ohybu téměř k jihu. Tato tzv. Roudnická brána tvoří spojení mezi Mělnickou (Lužeckou) a Terezínskou (Lovosickou) kotlinou. Podloží tvoří křídové usazeniny (slepence–opuky) stupně turon/coniac (v hlubším podloží je karbonská roudnicko-mšenská pánev a pod ní zvrásněné usazeniny pozdních starohor). Roudnická brána je z jihu omezena Podřipskou tabulí (ve výšce asi 250 m n. m.), na severu pruhem tvrdších opuk se svědeckým vrchem Sovicí. Vlastní údolí je v nejnižší úrovni nivou řeky Labe (s lužním lesem), výše je patrno několik úrovní čtvrtohorních teras řeky Labe. Na nejnižší terase z poslední doby ledové würm/visla leží i jádro obce). Terasy obsahují i velké zásoby písku (těžen východně od obce).
Severovýchodně od obce se prostírá přírodní památka Dobříňský háj — lužní les se zajímavým bylinným patrem (sněženka podsněžník, dymnivka dutá), výskytem vzácného hmyzu a s několika stoletými duby (regionální biocentrum).
Písník Dobříň (jezero vzniklé po vytěžení písku) má po dokončení těžby sloužit rekreaci, ale také sloužit jako útočiště vodní a pískomilné flory a fauny. Jezera vzniklá po těžbě písku jsou rybářským revírem: 441 061 - Štěrkopískovna Dobříň I, rybářským revírem je i řeka Labem: 441 027 - Labe 11-12.

## Obyvatelstvo
| Rok            | 1869 | 1880 | 1890 | 1900 | 1910 | 1921 | 1930 | 1950 | 1961 | 1970 | 1980 | 1991 | 2001 | 2011 | 2021 |
| -------------- | ---- | ---- | ---- | ---- | ---- | ---- | ---- | ---- | ---- | ---- | ---- | ---- | ---- | ---- | ---- |
| Počet obyvatel | 190  | 232  | 286  | 319  | 662  | 651  | 699  | 595  | 603  | 591  | 530  | 478  | 462  | 561  | 536  |
| Počet domů     | 38   | 35   | 43   | 49   | 96   | 106  | 136  | 153  | 151  | 156  | 151  | 177  | 182  | 194  | 202  |

## Průmysl
- Glazura
- Cemex (pískovna Dobříň)

## Doprava
- zastávka Dobříň na železniční trati 090 (Praha–Děčín)
- autobusová doprava (zastávka v obci, resp. rozcestí Dobříň, 0,5 km na lince Roudnice–Štětí)
- městská doprava Roudnice nad Labem (Glazura)

Obcí prochází cyklotrasa Labská vinařská cesta, která je součástí nadregionální Labské trasy (pokračuje i v Německu jako Elbe Radweg) a mezinárodní trasy Praha–Berlín (KČT 2), což je součást evropské trasy Eurovelo 7 (Nordkapp–Malta).

## Pamětihodnosti
- Rodný dům Josefa Hory s pamětní deskou, čp. 4
- vila stavitele Beno Kabáta (v předválečné době bydliště herečky Zity Kabátové), čp. 118 (u železniční zastávky)

## Osobnosti
- Jiří Haškovec (1924–2013), pedagog, skaut a komunista